# Owocostan

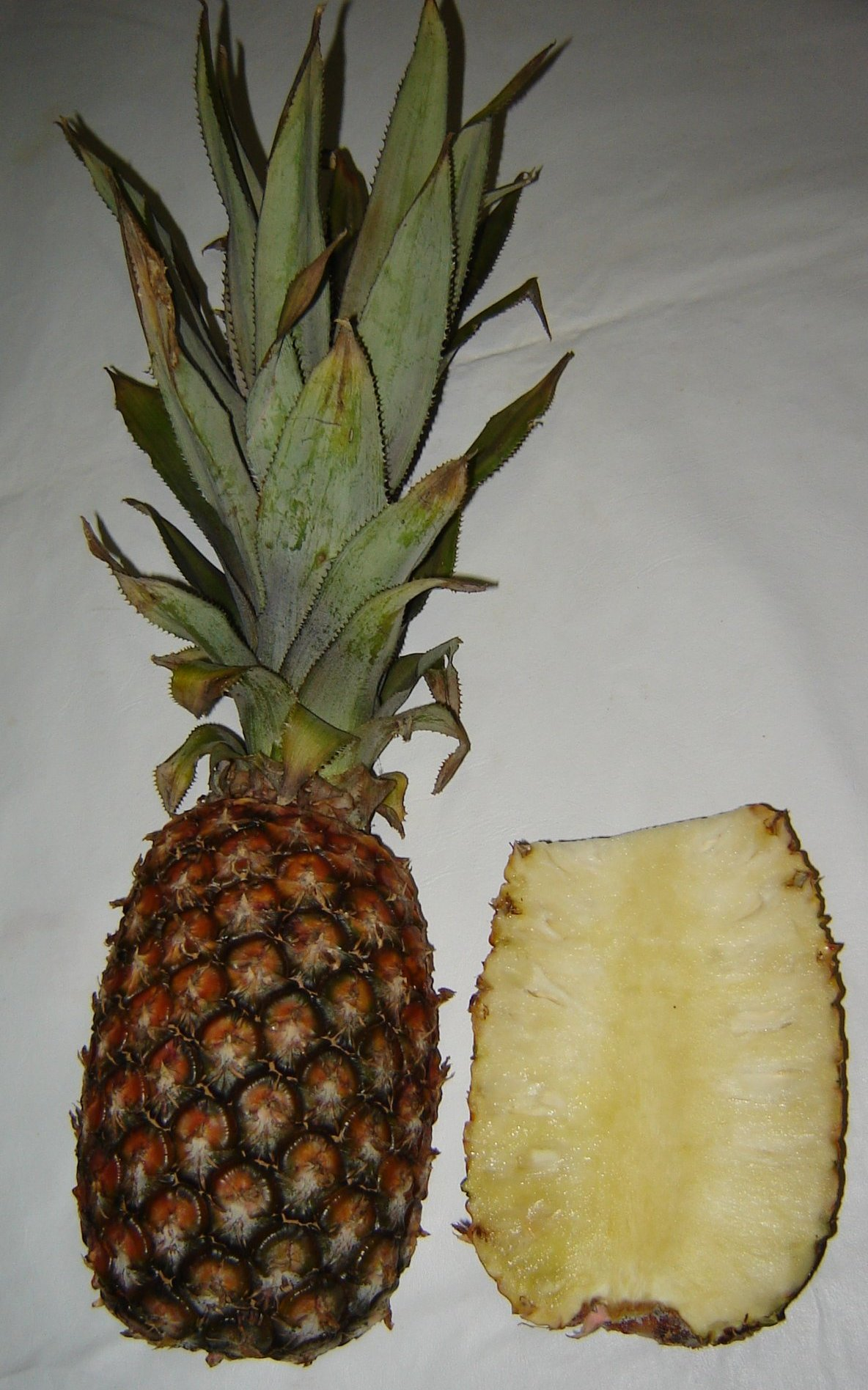
Ananas – przekrój przez owocostan jagodowy

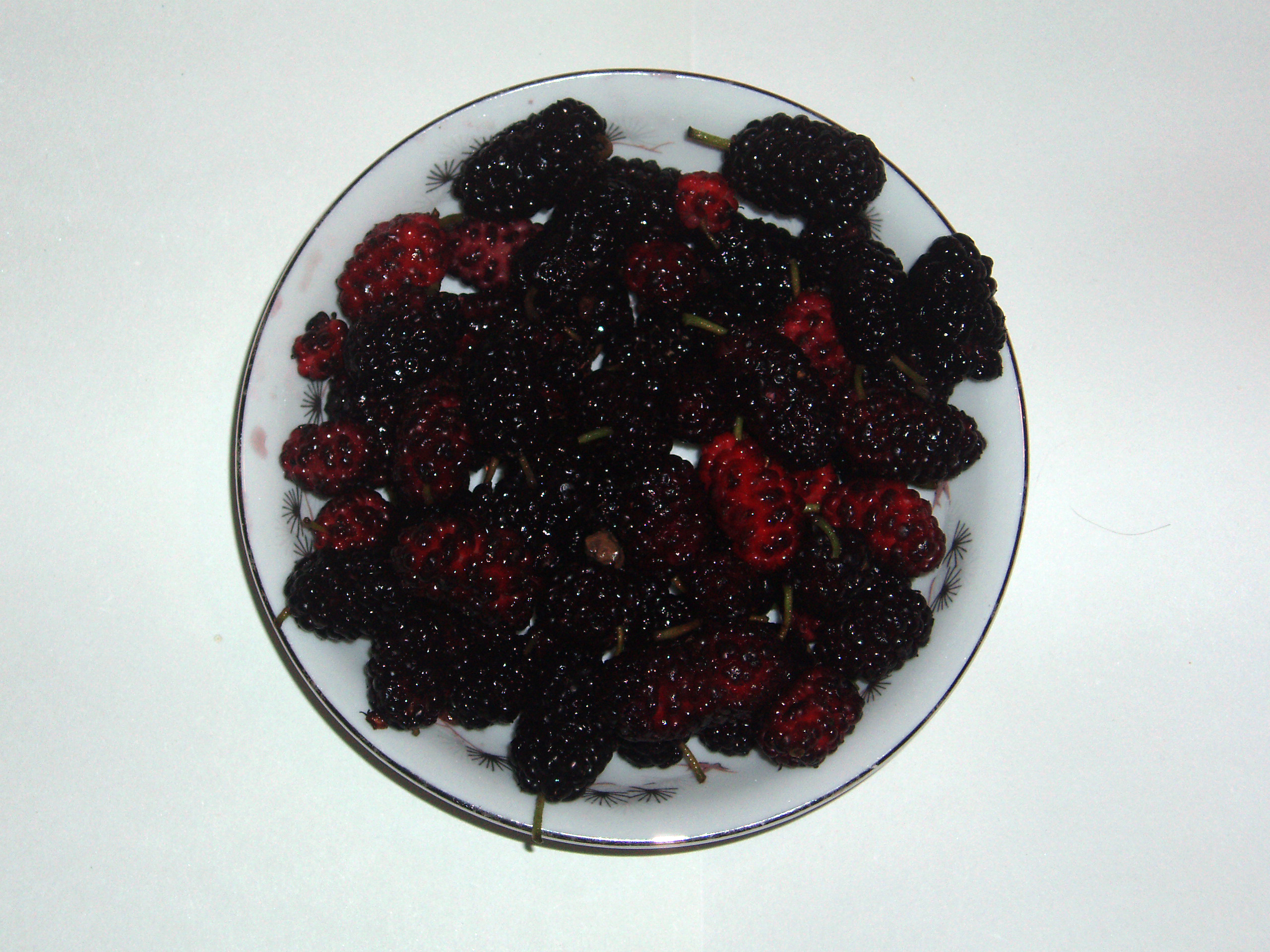
Morwa – owocostan orzeszkowy

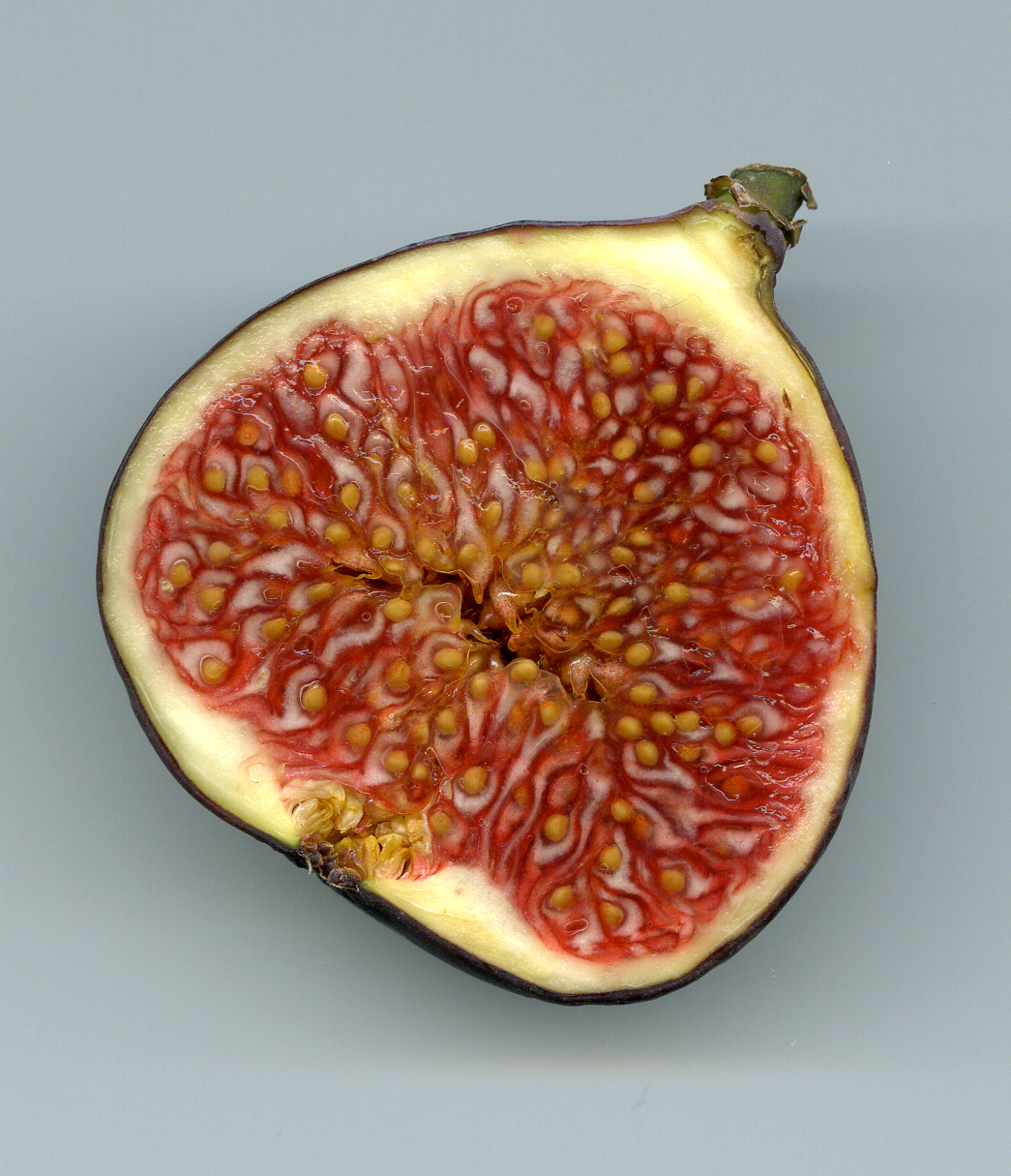
Figowiec pospolity – przekrój przez owocostan pestkowcowy

Owocostan, owoc złożony – owoce powstające z przeobrażenia całych kwiatostanów. W różnych źródłach termin jest różnie ujmowany. W wąskim ujęciu owocostany tworzone są nie tylko z zalążni, ale też z pozostałych części kwiatostanu takich jak: dno kwiatowe, okwiat, liście przykwiatowe i oś kwiatostanu. Takie owocostany po dojrzeniu w całości odpadają od rośliny.
W zależności od sposobu wykształcenia owocu dzieli się je na:
- owocostan jagodowy, jagodostan (np. ananas) — jagodostan poprzedzielany mięsistymi przysadkami, osadzony na mięsistej osi;
- owocostan orzeszkowy (np. morwa) — połączone owoce pojedyncze, powstałe z drobnych kwiatów, skupionych w kwiatostanach. Owoce połączone są przez listki okwiatu, które stają się mięsiste w miarę dojrzewania;
- owocostan pestkowcowy[1], sykonium[3] (np. figa) — w mięsistej, pogrubiałej osi kwiatostanu umieszczone są liczne, drobne pestkowce;
- owocostan suchy, szyszka (np. chmielu)[3].

W szerszym ujęciu owocostanami nazywane są różne typy owoców powstające z kwiatostanów, w tym także niezrastających się i odpadających osobno (np. owocostan słonecznika, wierzby), ewentualnie mające charakter pośredni tzn. owoce nie zrastają się z częściami kwiatostanu, ale odpadają od rośliny wraz z całym lub częścią byłego kwiatostanu (np. u traw takich jak trzcinnik i egilops).
Nie należy mylić owocostanów z owocami zbiorowymi powstającymi z pojedynczych kwiatów ze słupkowiem apokarpicznym.